# Насыров, Саид Турабаевич
Саид Тюрябаевич Насыров (тадж. Носиров Саид Тӯрабоевич; 1901, Худжанд — 21 октября 1938, Сталинабад) — таджикский интеллигент, государственный деятель, ветеран просвещения и культуры Таджикистана.

## Биография
Учился в Худжандской начальной школе и местной русской школе. В 1918—1920 годах Саид Насыров избирался секретарем комитета бедноты города Ферганы, секретарем комитета комсомола Ферганской области, в 1920—1922 годах был призван в ряды Красной Армии и участвовал в Гиссарской экспедиции по освобождению Восточной Бухары.
В 1923—1924 годах Саид Насыров был заведующим орготделом парткома города Худжанда; В 1925 году — секретарь Джиликульского райисполкома, в 1926—1929 годах — прокурор Куляба, Уротеппы, Пенджикента, в 1929 году — председатель Худжандского районного суда, в 1930—1931 годах — председатель Худжандского горисполкома, в 1931—1932 годах был заместителем председателя КИМ Таджикской ССР. В 1932 году он был назначен наркомом народного просвещения Таджикской ССР и одновременно (1934 год) был председателем оргкомитета Союза писателей Таджикской ССР, одно время избирался также председатель Союза писателей.
Саид Наыров поступил на военную службу в июне 1934 года, сначала был заместителем, затем комиссаром 20-й Таджикской горнострелковой дивизии .
Саид Носыров был членом КПСС с 1923 года, а в 1931—1937 годах избирался депутатом ЦИК Таджикской ССР и членом ЦК КП Таджикистана(б).

## Награды
Награждён орденом Трудового Красного Знамени Таджикской ССР, почетными грамотами.
Его именем названа одна из улиц Худжанда и города Душанбе .

## Примечание
1. ↑  Сталинские расстрельные списки по Таджикской ССР. pomnirod.ru. Мое Семейное Древо. Дата обращения: 21 июня 2022.
2. ↑  Мильбах В. С., Павлович С. Л., Чураков Д. Р. Политические репрессии командно-начальствующего состава, 1937—1938 гг. Среднеазиатский военный округ Архивная копия от 7 мая 2022 на Wayback Machine. — СПб.: Гангут, 2019. — 340 с. — С.261.